# Box Car Racer
Boxcar Racer – amerykański zespół poppunkowy.

## Skład zespołu
- Thomas Matthew DeLonge Jr. (ur. 13 grudnia 1975 w Poway w Kalifornii) – gitara elektryczna, basowa, wokalista, teksty
- Travis Landon Barker (ur. 14 listopada 1975 w Fontanie w Kalifornii) – perkusja
- David Kennedy – gitara rytmiczna
- Anthony Celestino – gitara basowa (występował tylko na koncertach - na płycie Tom DeLonge grał na basie)

## Historia Zespołu
Tom DeLonge postanowił utworzyć nowy projekt muzyczny. Razem z Travisem Barkerem założył w grudniu 2001 roku zespół „The Kill”. W lutym 2002 do zespołu dołączyli jeszcze David Kennedy – kolega Travisa ze szkoły średniej i gitarzysta zespołu Over My Dead Body oraz Anthony Celestino – przyjaciel Toma, a zespół zmienił nazwę na Boxcar Racer.
Nazwa zespołu – a przynajmniej jej pierwszy człon (Boxcar) – był pomysłem Toma, który zaczerpnął ją z nazwy samolotu, który zrzucił bombę atomową na Nagasaki.
Styl Boxcar Racer odbiega nieco od stylu Blink-182. Tom w wywiadach wypowiadał się, iż w Boxcar Racer jego teksty są cięższe i bardziej ponure. Stwierdził też, że z zespołem nagrał najlepszą płytę w swoim życiu. Przy pracy nad nowym albumem wspierał go Mark Allan Hoppus, który wystąpił też gościnnie na płycie w utworze „Elevator”. Obok niego wystąpili również Jordan z New Found Glory i Tim z zespołu Rancid.
Boxcar Racer zagrał swój pierwszy koncert 1 kwietnia 2002 w Epicenter w San Diego a następnie w The Glass Hause i w Wihsky A Go Go w Los Angeles. Ich pierwszy album Boxcar Racer został wydany 21 maja 2002 w wytwórni MCA Records.

## Dyskografia
- 2002 Boxcar Racer – Boxcar Racer

## Wideografia
- I Feel So: Rok wydania: 2002, Studio: Burbank CA, Wytwórnia: MCA Records, Reżyser: Nathan „Karma” Cox
- There Is: Rok wydania: 2002, Wytwórnia: MCA Records, Reżyser: Alexander Kosta